# غود هوب (إلينوي)
غود هوب (بالإنجليزية: Good Hope)‏ هي قرية تقع في الولايات المتحدة في إلينوي. يقدر عدد سكانها بـ 415 نسمة .

## الموقع الجغرافي
الموقع الجغرافي للمناطق المحيطة بهذه النقطة هو كالتالي: